# Марбах на Некару
Марбах на Некару (њем. Marbach am Neckar) град је у њемачкој савезној држави Баден-Виртемберг. Једно је од 39 општинских средишта округа Лудвигсбург. Према процјени из 2010. у граду је живјело 15.567 становника. Посједује регионалну шифру (AGS) 8118049.

## Географски и демографски подаци
Марбах на Некару се налази у савезној држави Баден-Виртемберг у округу Лудвигсбург. Град се налази на надморској висини од 224 метра. Површина општине износи 18,1 km². У самом граду је, према процјени из 2010. године, живјело 15.567 становника. Просјечна густина становништва износи 862 становника/km².

## Међународна сарадња
| Мјесто               | Држава               | Врста сарадње | Од    |
| -------------------- | -------------------- | ------------- | ----- |
| Вашингтон            | САД                  | партнерство   | 1990. |
| Тонглинг             | Кина                 | партнерство   | 2005. |
| Стратфорд апон Ејвон | Уједињено Краљевство | пријатељство  | 1987. |
|                      | Француска            | партнерство   | 1987. |
| Извор                |                      |               |       |